# Ejti Stih
Ejti Stih (Kranj, Yugoslavia, actual Eslovenia, 25 de noviembre de 1957) es una artista plástica eslovena radicada en Santa Cruz de la Sierra, Bolivia desde 1982.
Estudió artes en Eslovenia, y realizó un viaje a Bolivia en 1982, desde entonces estableció su residencia en ese país sudamericano al que según declara le debe su identidad como artista. Stih vive en la ciudad de Santa Cruz de la Sierra, una de las ciudades más pobladas de Bolivia, ubicada al este del país, de clima tropical. Su cultura y su entorno geográfico están siempre presentes en la obra de Stih. Su obra presenta colores vibrantes y alegres, eso según la artista, lo aporta su entorno.

## Obra
Stih ha realizado diferentes exposiciones toda Bolivia. Ha realizado ilustraciones para libros y obras de gran formato.

### Libros
Cuentos y cuadros, 2018.

## Premios y reconocimientos
- Primer Premio en pintura del Salón Murillo con la obra ‘Amor a la costura’ , 1987
- Premio Único en dibujo del Salón “Pedro Domingo Murillo” con la obra “Siesta”, 1989
- Primer Premio en cerámica de la Bienal de Artes Plásticas , 1993
- Primer Premio en pintura de la Bienal de Artes Plásticas , 1993
- Premio de la Crítica a la Mejor Exposición Extranjera de Viña del Mar , 1997